# Korarx
Korarx è un comune dell'Azerbaigian situato nel distretto di Ağdaş. Conta una popolazione di 586 abitanti.